# Lama a spaccare
La lama a spaccare (o lama a nastro) è un tipo di lama impiegato in diversi ambiti, tra i quali il comparto conciario, il comparto della gomma, dei materiali espansi e del sughero, quello calzaturiero e della pelletteria, e quello cartario.

## Tipologie
La lama a spaccare viene prodotta in differenti dimensioni (lunghezza, larghezza e spessore) in base alla macchina sulla quale deve essere montata e con caratteristiche tecniche che differenziano la qualità del prodotto stesso (lama).
La lama può essere sia saldata e bisellata, dentata non rettificata, sia lavorata/rettificata su entrambe le facce ed i bordi, con pre-affilatura fatta ad utensile o a mola.
La lama a spaccare può essere costruita in varie dimensioni, mediamente con una lunghezza che varia da 1000 ad oltre 15000 mm, una larghezza compresa tra 10 e 110 mm. ed uno spessore da 0,40 a 1,0 mm.

## Applicazioni

### Conceria
In ambito conciario la lama a spaccare permette di dividere/spaccare, nello spessore, la pelle e i tessuti.
Il prodotto finale della spaccatura sono la crosta ed il fiore (parte interna ed esterna) della pelle.
Possono essere utilizzate su qualsiasi tipo di materiale che debba essere spaccato nello spessore: 
- pelle
- pelo
- tessuto-non tessuto
- velluto

Nel settore delle concerie, le lame a spaccare vengono utilizzate nelle seguenti lavorazioni: 
wet blue, trippa, secco, wet white e altre conce.
In questo settore vengono prevalentemente usate le lame rettificate su entrambe le superfici e sui bordi sia per garantire la migliore spaccatura che significa la costanza nello spessore della pelle prodotta/spaccata (rettifica facciate), sia per garantire la massima rettilineità durante il processo di spaccatura (bordo); la lama deve girare il più stabilmente possibile senza generare alcuna oscillazione che creerebbe difetti sulla pelle.
Le lame, inoltre, vengono fornite prevalentemente pre-bisellate per ridurre i tempi di messa in opera una volta montate sulla macchina a spaccare.

### Gomma, sughero ed espansi
In ambito di produzioni legate alla gomma e al sughero le lame a spaccare possono essere utilizzate su qualsiasi tipo di materiale che debba essere spaccato nello spessore:
- gomma (eccetto gomme vulcanizzate)
- caucciù
- sughero
- materiali espansi

In questo settore vengono usate lame a seconda dell'utilizzo, della macchina, del materiale e della precisione del taglio/spaccatura sul prodotto finito.

### Pellami
Nelle produzioni legate alla pelletteria e calzaturiero, la lama a spaccare permette di dividere/spaccare ed ugualizzare o “sbassare” la pelle nello spessore, per migliorare la qualità del prodotto finito.
Il prodotto finale della lavorazione, ugualizzatura o “sbassatura”, è la pelle pronta per il montaggio della scarpa o della pelletteria (es. borse, portafogli, cinture, ecc…).
Le pelli utilizzate dal settore calzaturiero e della pelletteria sono sempre pelli finite e in secco.
In questo ambito, le lame a spaccare possono essere utilizzate su qualsiasi tipo di materiale che debba essere spaccato nello spessore: 
- pelle
- tessuto - fodere
- gomma - suolette
- anime in cartone

Nel settore calzaturiero e della pelletteria vengono prevalentemente usate le lame rettificate su entrambe le superfici e sui bordi sia per garantire la migliore spaccatura, che significa la costanza nello spessore della pelle prodotta/spaccata (rettifica facciate), sia per garantire la massima rettilineità durante il processo di spaccatura (bordo); la lama deve girare il più  stabilmente possibile senza alcuna oscillazione, ogni minima oscillazione crea difetti sulla pelle.
Le lame inoltre vengono fornite prevalentemente pre-bisellate per ridurre i tempi di messa in opera una volta montate sulla macchina a spaccare.

### Carta
La lama a spaccare si usa anche nel settore della carta e permette di dividere/spaccare, nello spessore, il materiale, per esempio bobine di carta (da quella igienica a quelle ad uso industriale, rotoloni per casa, ecc…)
In queste produzioni, il prodotto finale ottenuto dalla spaccatura:
- Carta settore industriale: rotoloni, bobine ecc, per usi igienici: fazzoletti, carta igienica, rotoloni per cucina.

In questo settore vengono usate lame in base all'utilizzo, alla macchina, al materiale ed alla precisione del taglio / spaccatura richiesti sul prodotto finito.

## Galleria d'immagini

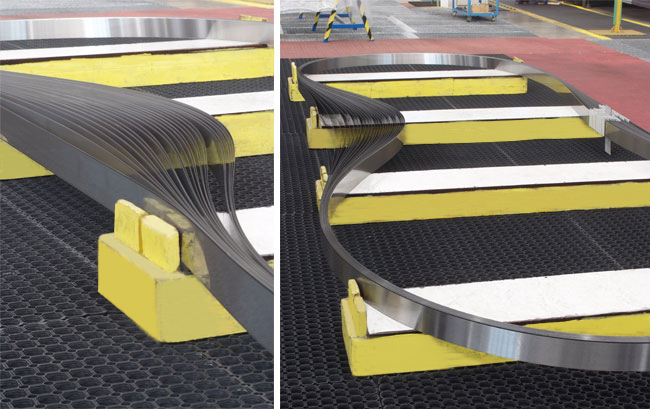
Lame a spaccare per conceria, collaudate, prima dell’imballo
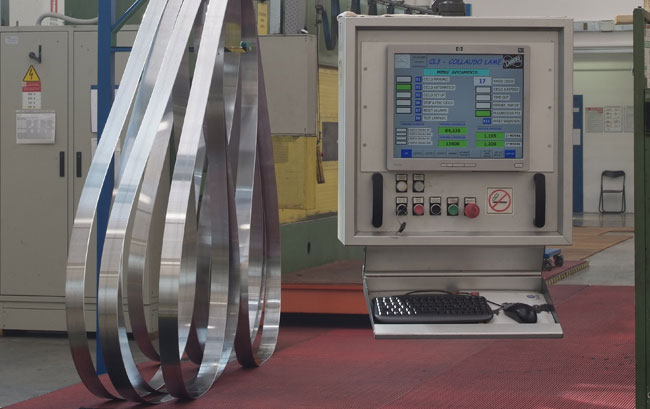
Fase di collaudo di lame a spaccare
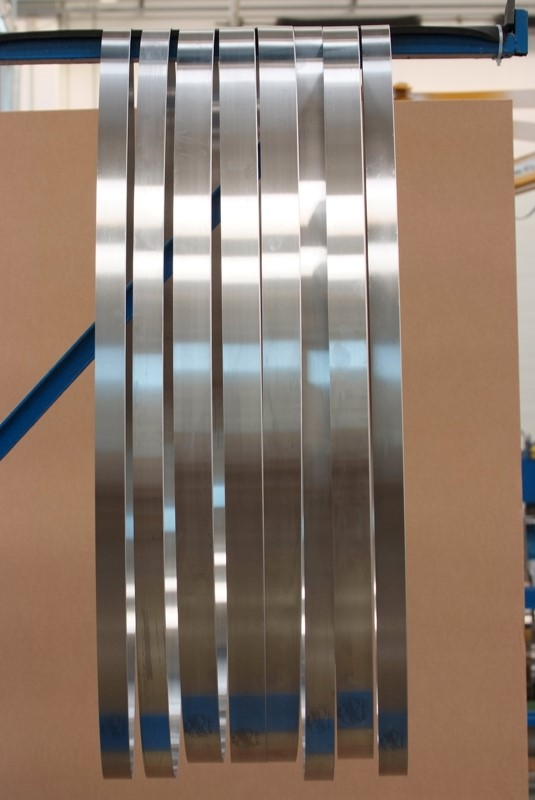
lama a spaccare
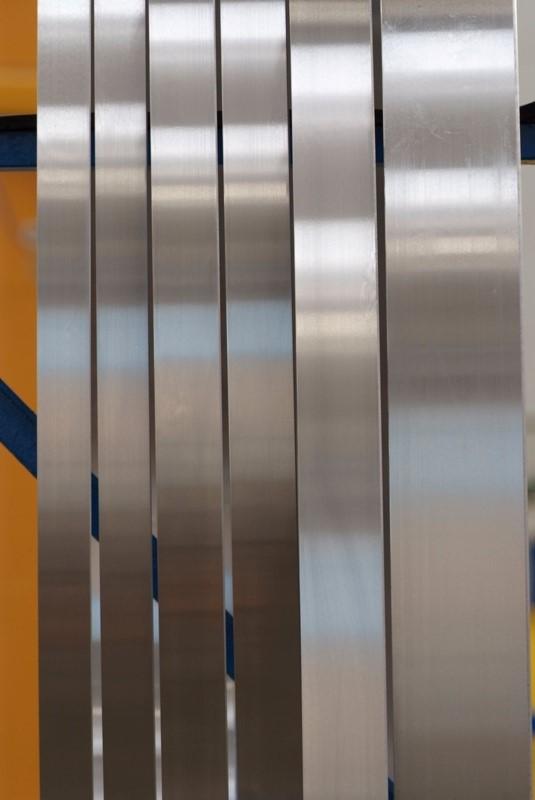
lama a spaccare